# Проникване (филм)
„Проникване“ (на английски: Sneakers) е американски трилър от 1992 г. на режисьора Фил Олдън Робинсън, който е съсценарист с Лорънс Ласкър и Уолтър Паркс. Във филма участват Робърт Редфорд, Дан Акройд, Бен Кингсли, Мери Макдонъл, Ривър Финикс, Сидни Поатие и Дейвид Стратърн. Премиерата на филма е на 11 септември 1992 г. от „Юнивърсъл Пикчърс“.